# 黒竜江広播電視台
黒竜江広播電視台は、中華人民共和国の国営地方放送局。中国語名は「黑龙江广播电视台」で、英語名は「Heilongjiang Broadcast And Television Station」。日本のマスメディアでは「黒竜江放送」などとも呼ばれる。

## 沿革
- 1945年8月20日 - ラジオ放送開始，ニュース放送本放送開始。
- 1958年12月20日 - テレビ放送開始，HLJTV-1本放送開始。
- 1963年2月20日 - 朝鮮語放送本放送開始。
- 1993年6月28日 - HLJTV-2本放送開始。
- 1993年8月28日 - 交通放送本放送開始。
- 2000年4月10日 - 生活放送本放送開始。
- 2000年10月1日 - 都市女性放送本放送開始。
- 2001年3月5日 - HLJTV-3、HLJTV-4、HLJTV-5本放送開始。
- 2002年7月1日 - HLJTV-6本放送開始。
- 2003年1月28日 - 音楽放送本放送開始。
- 2004年12月20日 - HLJTV-7本放送開始。
- 2005年1月1日 - 愛家放送本放送開始。
- 2007年10月7日 - 郷村放送本放送開始。
- 2008年10月26日 - 高校放送本放送開始。
- 2011年6月1日 - 北大荒の声本放送開始。
- 2012年2月6日 - 導視頻道本放送開始。
- 2012年2月27日 - 考試頻道本放送開始。
- 2015年1月28日 - ラジオ放送、テレビ放送併合。[1]

## 放送系統

### ラジオ放送
- ニュース放送（新闻广播）
- 交通放送（交通广播）
- 生活放送（生活广播）
- 音楽放送（音乐广播）
- 愛家放送（爱家广播）
- 高校放送（高校广播）
- 都市女性放送（都市女性广播）
- 朝鮮語放送（韓语广播）
- 郷村放送（乡村广播）
- 北大荒の声（北大荒之声）

### テレビ放送
- HLJTV-1（黒竜江衛視）
- HLJTV-2（影視頻道）
- HLJTV-3（文藝頻道）
- HLJTV-4（都市頻道）
- HLJTV-5（新聞頻道）
- HLJTV-6（公共頻道）
- HLJTV-7（経済頻道）
- 導視頻道
- 考試頻道
- 移動頻道（公交）
- 移動頻道（地下鉄）